# Llebre d'Etiòpia
Lepus habessinicus és una espècie de llebre de la família Leporidae que viu a Etiòpia i Somàlia.